# Live Arena di Verona - Sold Out
Live Arena di Verona - Sold Out è il 3º album dal vivo di Patty Pravo, pubblicato dalla casa discografica Edel Music nel febbraio 2009.

## Descrizione
L'album, che documenta il concerto tenuto all'Arena di Verona il 18 settembre 2008, è stato pubblicato dopo la partecipazione della Pravo al Festival di Sanremo 2009 col brano E io verrò un giorno là, scritto dal giovane Andrea Cutri.
Oltre all'inedito sanremese, l'album contiene, come ultima traccia del secondo CD, una reinterpretazione del brano E mi manchi tanto degli Alunni del Sole con cui Patty Pravo si esibisce, per la prima volta, proprio all'Arena di Verona.
Goodbye My Love, canzone scritta da Mango, avrebbe dovuto far parte di un album della Pravo mai pubblicato dopo la rescissione del contratto con la sua casa discografica nel 1987, a seguito di strascichi giudiziari dovuti ad accuse di plagio. Il brano era già stato interpretato dalla cantante durante il Contatto tour dello stesso anno. Sempre nel 1987 l'autore l'aveva proposto, con un testo diverso ed il titolo Stella del nord, nel suo album Adesso.

## Tracce

### Cd 1
1. E io verrò un giorno là - 4:02 (Andrea Cutri)
2. Dai sali su - 4:27 (Marzi - Nicoletta Strambelli - Paul Jeffery - Dennis De Young)
3. Sentimento - 4:39 (Franco Migliacci - Bruno Zambrini)
4. Goodbye my love - 4:41 (Pino Mango)
5. Per una bambola - 3:33 (Maurizio Monti)
6. Pensiero stupendo - 4:07 (Ivano Fossati - Oscar Prudente)
7. Angelus - 5:38 (Ivano Fossati)
8. Les etrangers - 6:30 (Harry Belafonte - Franz Casseus - Mauro Paoluzzi - Enrico Papi)
9. ...E dimmi che non vuoi morire - 4:19 (Vasco Rossi - Gaetano Curreri - Roberto Ferri)
10. La viaggiatrice - Bisanzio - 4:17 (Paolo Dossena - Patty Pravo) - Tony Carnevale
11. Io ti venderei - 4:05 (Lucio Battisti - Mogol)

### Cd 2
1. Se perdo te - 3:18 (Sergio Bardotti - Paul Korda)
2. Pazza idea - 2:59 (Maurizio Monti - Paolo Dossena - Giovanni Ullu - Cesare Gigli)
3. La bambola - 3:36 (Franco Migliacci - Bruno Zambrini - Ruggero Cini)
4. Ragazzo triste - 4:14 (Gianni Boncompagni - Sonny Bono)
5. Qui e là - 3:43 (Aina Diversi - Allen Toussaint)
6. Orient Express  - 4:36 (Nicoletta Strambelli - Claudio Clementi - Edoardo Massimi - David Gionfriddo)
7. Let's go - 3:45 (Nicoletta Strambelli - Paul Martinez)
8. Tutt'al più - 6:25 (Franco Migliacci - Piero Pintucci)
9. I giorni dell'armonia - 5:15 (Maurizio Monti - Giovanni Ullu)
10. ....E mi manchi tanto - 3:45  (Paolo Morelli)

## Musicisti
- Patty Pravo: voce
- Giorgio Cocilovo: chitarra acustica, chitarra elettrica
- Paolo Costa: basso
- Lele Melotti: batteria
- Andrea Cutri: chitarra classica
- Tony Levin: basso
- Giovanni Boscariol: organo Hammond, pianoforte, Fender Rhodes, tastiera, vocoder
- Massimiliano Agati: batteria
- Adriano Lo Giudice: basso
- Edoardo Massimi: chitarra, cori
- Moreno Viglione: chitarra, cori
- Gabriele Bolognesi: sax, flauto, percussioni, cori